# Cukromierz

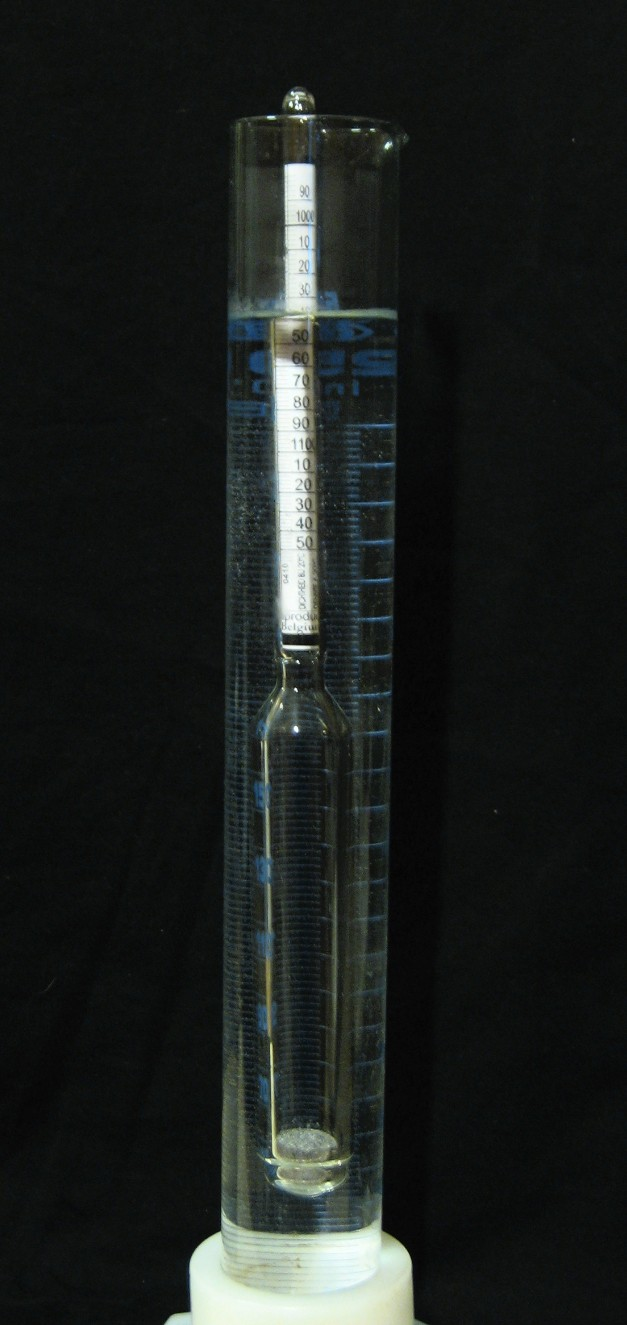
Cukromierz

Cukromierz – rodzaj areometru. Służy on do mierzenia stężenia cukru w cieczy. Jest to najczęściej szklana lub plastikowa rurka z obciążeniem u dołu. Wewnątrz znajduje się wykalibrowana skala, określająca stężenie cukru. Przyjmuje się, że dana wartość cukru podana na cukromierzu jest równa 100 gramom wody. Pomiar cukromierza jest najdokładniejszy w temperaturze 20 °C. Jednak na wartość wskazań cukromierza wpływa też zawartość innych składników płynu. Są to tzw. niecukry. Ich obecność może podwyższać lub obniżać (np. alkohol) gęstość roztworu. W moszczu do wina mieści się 4% tych substancji.
Cukromierz jest stosowany między innymi w winiarstwie. Winiarze mierzą nim stężenie cukru w moszczu i brzeczkach miodowych przy wyrobach miodów pitnych. Dzięki cukromierzowi można również określić zawartość alkoholu w przygotowanym winie. Jest to tzw. "winomierz".